# FMJ (Automobilhersteller)
FMJ war ein französischer Hersteller von Automobilen.

## Unternehmensgeschichte
Das Unternehmen begann 1924 mit der Produktion von Automobilen. Der Markenname lautete FMJ. Im gleichen Jahr endete die Produktion.

## Fahrzeuge
FMJ stellte Kleinwagen her. Die Basis bildete der Benjamin P 2 von Benjamin. Der Motor war vorne im Fahrzeug montiert und trieb die Hinterachse an. Die offene Karosserie bot Platz für zwei Personen.